# 320153 Eglitis
320153 Eglitis è un asteroide della fascia principale. Scoperto nel 2007, presenta un'orbita caratterizzata da un semiasse maggiore pari a 3,1489821 UA e da un'eccentricità di 0,0475176, inclinata di 16,04720° rispetto all'eclittica.
L'asteroide è dedicato all'astronomo lituano Ilgmārs Eglītis.